# Rabbinerseminar Schitomir

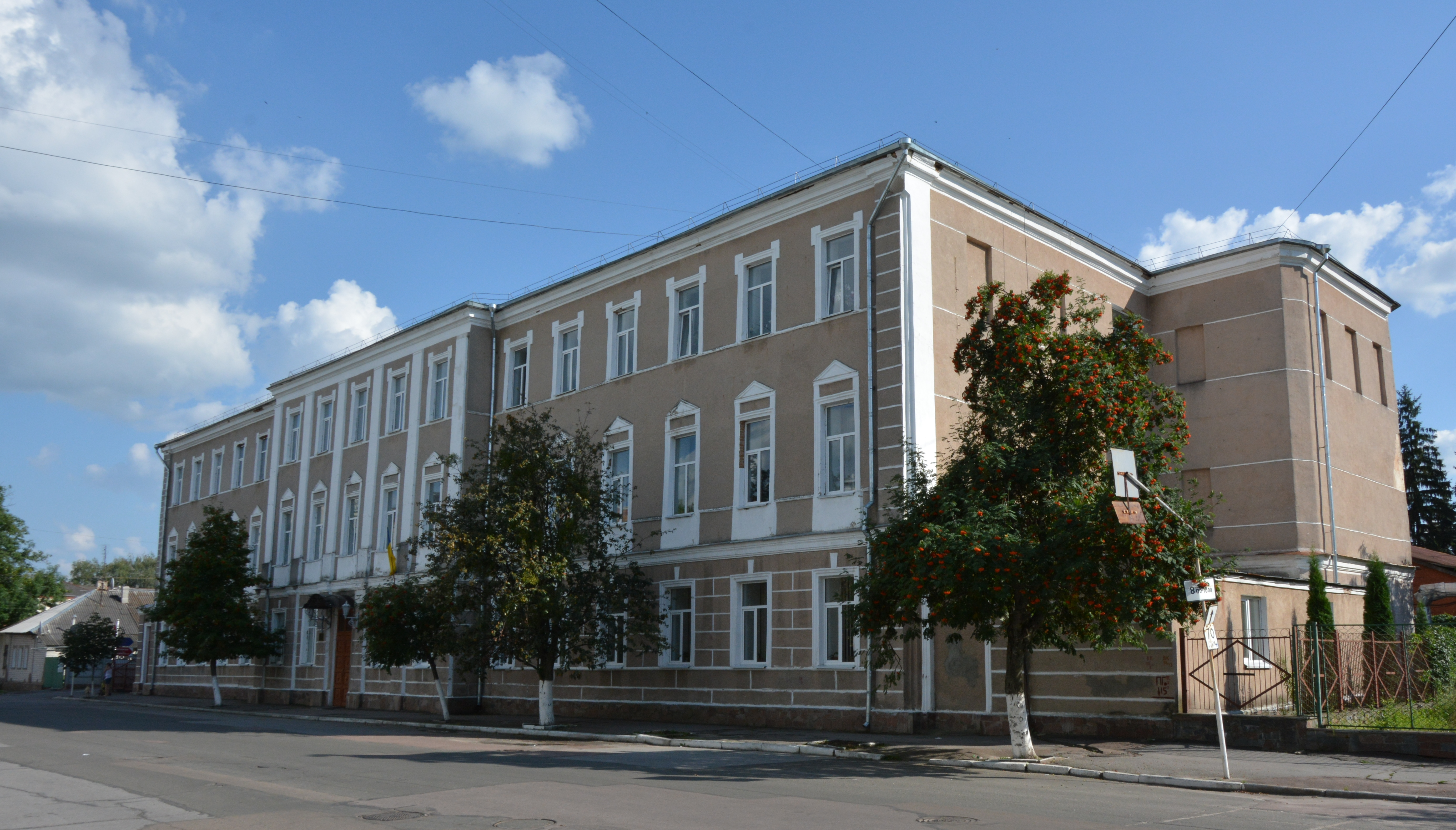
Ehemaliges Gebäude des Rabbinerseminar Schitomir und ab 1873 des jüdischen Lehrerseminars, heute Fakultät für Naturgeschichte der Ivan Franko Zhytomyr State University, Universitätsstraße 42

Das Rabbinerseminar Schitomir (hebräisch בית המדרש לרבנים בז'יטומיר) war ein Rabbinerseminar zu Zeiten des Russischen Kaiserreichs im Gouvernement Wolhynien, heute Ukraine in der Oblast Schytomyr. Es hatte seinen Sitz in der Universitätsstraße 42 in der Stadt Schitomir, die im 19. Jahrhundert als bedeutendes Zentrum des Ansiedlungsrayons einen hohen jüdischen Bevölkerungsanteil hatte, und bestand wie das Rabbinerseminar Wilna von 1847 bis 1873.

## Geschichte

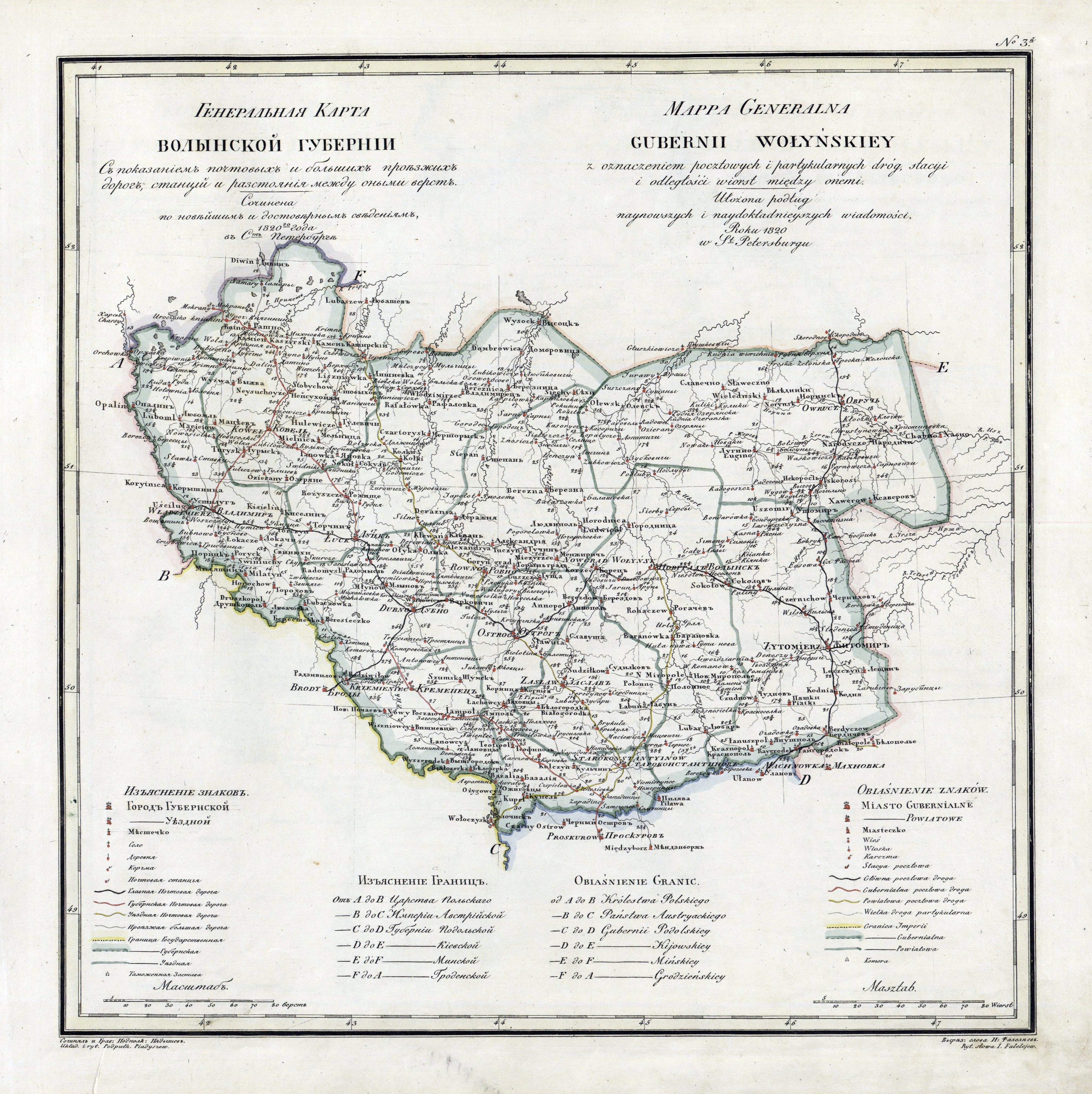
1820 Gouvernement Wolhynien

### Bedeutung der Institution
Die Gründung des Seminars erfolgte im Anschluss an die Erziehungsreformen unter Zar Nikolaus I. Zweck dieser Reformen war die Anpassung der Juden in Russland an die russische Bevölkerung sowie die Ernennung von Staatsrabbinern. Diese Rabbiner hatten Russischkenntnisse sowie einen Abschluss an einem russischen Gymnasium oder einem staatlichen Rabbinerseminar vorzuweisen. Sie wurden nach einer staatlichen Bestätigung jeweils für einige Jahre von den jüdischen Gemeinden gewählt. Sie waren hauptsächlich für administrative Aufgaben wie die Eintragung von Eheschließungen, Geburten und Todesfällen zuständig. Für religiöse Aufgaben wurden orthodoxe Juden herbeigezogen, die keine Kenntnisse in weltlichen Fächern haben mussten und als schlecht bezahlte „Hilfsrabbiner“ amtierten.
An einem Kongress in Sankt Petersburg im Jahre 1843 wurde beschlossen, moderne Schulen für die jüdische Gemeinschaft zu errichten. Zu den teilnehmenden Rabbinern gehörte Menachem Mendel Schneersohn als Vertreter der chassidischen Chabad-Bewegung. Als Ergebnis dieses Kongresses wurde der Aufbau von staatlich finanzierten Schulen in Schitomir und Vilnius beschlossen. Die Ausbildung jüdischer Schüler in weltlichen Fächern entsprach auch den Zielen der Haskala. Da jedoch die religiöse Ausbildung den Anforderungen der jüdischen Gemeinden nicht genügte, wurden die Seminarabsolventen häufig nicht von ihnen anerkannt.
Nach den Worten des russischen Erziehungsministers Sergei Uwarow bestand das einzige Ziel der staatlichen Rabbinerseminare in der Ausbildung von Lehrern für staatliche jüdische Schulen. Diese Institutionen standen jüdischen Jungen aus allen Ständen offen, die über zehn Jahre alt waren und Interesse an religiösen und allgemeinbildenden Fächern hatten.
Während der Schwerpunkt am Seminar in Vilnius (Wilna) auf dem Sprachunterricht lag, konzentrierte sich Schitomir auf Mathematik. Zur Zeit der Großen Reformen unter Alexander II. genoss das Seminar die Unterstützung von Nikolai Pirogow, der als Leiter des Schuldistrikts Kiew die Körperstrafe abschaffte, die Aufnahme von Seminaristen an Universitäten zuließ und ihnen den Dienst als Schulleiter ermöglichte.

### Schulleiter
Erster Leiter des Rabbinerseminars Schitomir war Jakob Eichenbaum (1796–1861), ein Anhänger der Haskala, bis zu seinem Tod im Jahre 1861. Sein Nachfolger wurde Chajim Slonimski, der die Schule bis zu ihrer Schließung 1873 leitete. Als Grund für die Schließung wurde angegeben, dass es der Schule nicht gelungen war, genügend Rabbiner mit weltlicher Ausbildung von den jüdischen Gemeinden anerkennen zu lassen.

### Lehrer
- Chaim Zvi Lerner (1815–1889)
- Abraham Bär Gottlober, hebräischer und jiddischer Dichter (Dichtungen und Satiren), Journalist, Aufklärer, Übersetzer und jüdischer Gelehrter
- Eliezer Zweifel (1815–1888), Talmud-Lehrer
- Imanuel Levin, Deutschlehrer[3]

### Schülern
- Abraham Goldfaden, jiddischer Volksdichter und Komponist
- Mendele Moicher Sforim (Scholem Jankew Abramowitsch), russisch-jüdischer Schriftsteller
- Salomon Mandelkern, neuhebräischer Dichter, Philologe, Jurist, Übersetzer, Hebraist, Kabbalist, Talmudist, Sprachlehrer, Bibelwissenschaftler, Philosoph, Dolmetscher, Lexikograf, Rabbiner und Schriftsteller
- Isaak Joel Linetzki (1840–1914). jiddischer Dichter
- Reuven Ascher Braudes (1851–1902), hebräischer Schriftsteller und Journalist
- Abraham Jacob Paperna (1840–1919), Pädagoge und Autor
- Juda Löb Benjamin Katznelson (Buki ben Jogli) (1846–1917), Militärarzt, Schriftsteller und Publizist hebräischen Literatur[4][5]

### Schulbetrieb
Bei der Eröffnung 1847 zählte das Seminar in Schitomir 23 Schüler, bis in die 1860er Jahre stieg diese Anzahl auf knapp 500. Im Krimkrieg waren Seminaristen von der Wehrpflicht befreit. Der Schuldirektor war russisch-orthodox, und die in der Schulleitung vertretenen Juden wurden „Aufseher“ genannt.
Es gab zahlreiche Internatsschüler, die auf dem Schulgelände wohnten. Sie erhielten Stipendien und mussten sich im Gegenzug verpflichten, als „Staatsrabbiner“ zu amtieren.
In den Ferien führten die Schüler Theaterstücke in russischer, ukrainischer oder jiddischer Sprache auf. Die Theatergruppe trug den Namen der Stadt Berdytschiw. Die Aufführungen fanden vor Familien von Soldaten statt, die im Krimkrieg bei der Belagerung von Sewastopol verletzt worden oder gefallen waren. Diese Aufführungen stießen auf mehrfache Widerstände. Die Zensoren in Kiew bemängelten den Inhalt der aufgeführten Stücke, und Mitglieder der jüdischen Gemeinde in Schitomir protestierten dagegen, dass die ausschließlich männlichen Schauspieler in Frauenkleidern auftraten.
Die Schüler mussten Uniformen tragen, ähnlich den Uniformen in russischen kirchlichen Schulen, und trugen eine Schirmmütze anstelle einer Kippa.
Das Schuljahr begann um Rosch ha-Schana, der Plan richtete sich jedoch nach den staatlichen Gymnasien. Schulunterricht war montags bis freitags, von 8 Uhr bis 14.30 Uhr, mit jeweils vier Lektionen zu anderthalb Stunden. Samstags und sonntags gab es drei Lektionen in religiöser Erziehung und Moral. Morgens, vor dem Mittagessen und abends wurden Gebete gesprochen.
Die Slawistin und Historikerin Verena Dohrn hält in ihrer Beurteilung der Rabbinerseminare in Schitomir und Vilnius fest, dass sie „nicht die Tempel des Wissens waren, von denen die Schüler und die Maskilim geträumt hatten. Doch vielen mittellosen Jugendlichen stellte die Schule ein Dach über dem Kopf, ein Bett, warme Kleidung sowie eine russisch-deutsch-jüdische Ausbildung in weltlichen und religiösen Fächern bereit, ohne dass sie zum Christentum übertreten mussten.“